# 1986 في لبنان
فيما يلي قوائم الأحداث التي وقعت خلال عام 1986 في لبنان.

## كتب
من الكتب التي صدرت هذه السنة في لبنان:
- 1 يناير – ليون الإفريقي من تأليف أمين معلوف.

## مواليد

### مارس
- 23 مارس – قمر مغنية لبنانية.

### أبريل
- 20 أبريل – علي السعدي لاعب كرة قدم لبناني.

### مايو
- 14 مايو – جوزيف عطية موسيقي لبناني.

### يونيو
- 30 يونيو – مايا زنقول فنانة لبنانية.

### أغسطس
- 24 أغسطس – دوللي عياش إعلامية وممثلة لبنانية.
- 25 أغسطس – علي حمام لاعب كرة قدم لبناني.

### نوفمبر
- 18 نوفمبر – خالد تكجي لاعب كرة قدم لبناني.

## وفيات

### يناير
- 1 يناير – عنبرة سلام الخالدي (مواليد 1897) لبنانية مترجمة.

### مارس
- 13 مارس – جان عزيز (مواليد 1917) سياسي ومحامي وشاعر لبناني.

### يونيو
- 21 يونيو – عاصي الرحباني (مواليد 1923) موسيقي لبناني.

### نوفمبر
- 4 نوفمبر – عبد الله اليافي (مواليد 1901) سياسي لبناني.